# Військова розвідка
Військова́ ро́звідка — вид тактичної розвідки, що організується командирами та штабами в інтересах загальновійськових з'єднань, частин та підрозділів з метою добування відомостей про противника. Найважливіший вид бойового забезпечення військ. Військова розвідка полягає у добуванні, зборі та узагальненні відомостей про бойовий склад, положення, стан угруповань військ наземного противника, характер його дій і наміри, сильних та слабкі сторони, а також ступінь та характер інженерного обладнання займаних ним районів та позицій, системи загороджень, нові засоби боротьби та способи дій в бою.

## Сили і засоби. Смуга розвідки
Військова розвідка в інтересах підрозділів, частин та з'єднань сухопутних військ. В складі загальновійськових частин і з'єднань формуються розвідувальні підрозділи від розвідувального взводу (в батальйоні) до розвідувального батальйону (в бригаді) включно. Вона організується і ведеться в будь-яких умовах обстановки з метою здобування відомостей про противника і про місцевість в районі передбачуваних військових дій. Відомості отримуються при підготовці і в ході бою. Здобуті розвіддані передаються командиру, що поставив завдання на розвідку усіма можливими способами, а особливо важливі — доповідаються негайно.

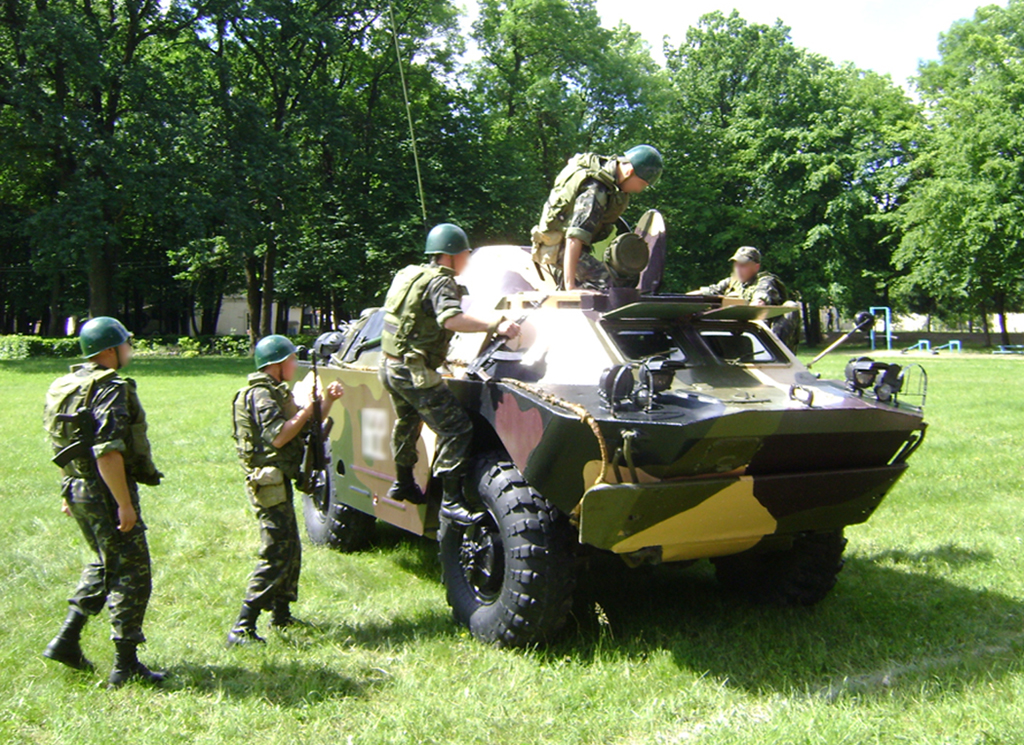
БРДМ-2 — основна бойова машина військової розвідки

Для ведення військової розвідки зі складу розвідувальних, мотострілецьких, танкових та парашутно-десантних і десантно-штурмових підрозділів, частин та з'єднань, в залежності від масштабу військового формування, характеру його дій і виконуваного завдання, можуть виставлятися: спостерігачі, спостережні пости та спостережні пункти; надсилатися дозорні відділення (танки), розвідувальні дозори, бойові розвідувальні дозори, розвідувальні загони, офіцерські розвідувальні дозори, підрозділи для проведення пошуків, створення розвідувальних засідок, ведення розвідки боєм. Чисельність особового складу, що залучається до виконання завдань розвідки, може коливатись в значних межах: від двох розвідників («бойова двійка») до батальйону, але найчастіше це відділення або взвод.
Військова розвідка ведеться також силами та засобами радіоелектронної, а в деяких випадках і повітряної розвідки. При необхідності залучаються сили і засоби артилерійської, інженерної, хімічної розвідки.
Смуга військової розвідки зазвичай перевищує ширину смуги бойових дій підрозділу (частини, з'єднання), а по глибині її ведуть на всю глибину найближчого бойового завдання і до наступного. Зокрема, батальйону призначаються смуга оглядової і детальної розвідки. Глибина зони оглядової розвідки може складати до 10 км, детальної — до 5 км. Ширина смуги розвідки збігається з фронтом батальйону. Розвідка в роті ведеться перед фронтом на глибину завдання, тобто на дальність досяжності засобів ураження.

## Способи ведення військової розвідки
Способами ведення військової розвідки є: спостереження, підслуховування, Захоплення (зразків озброєння, техніки та документів) пошук, наліт, засідка, опитування місцевих мешканців, допит військовополонених, розвідка боєм.

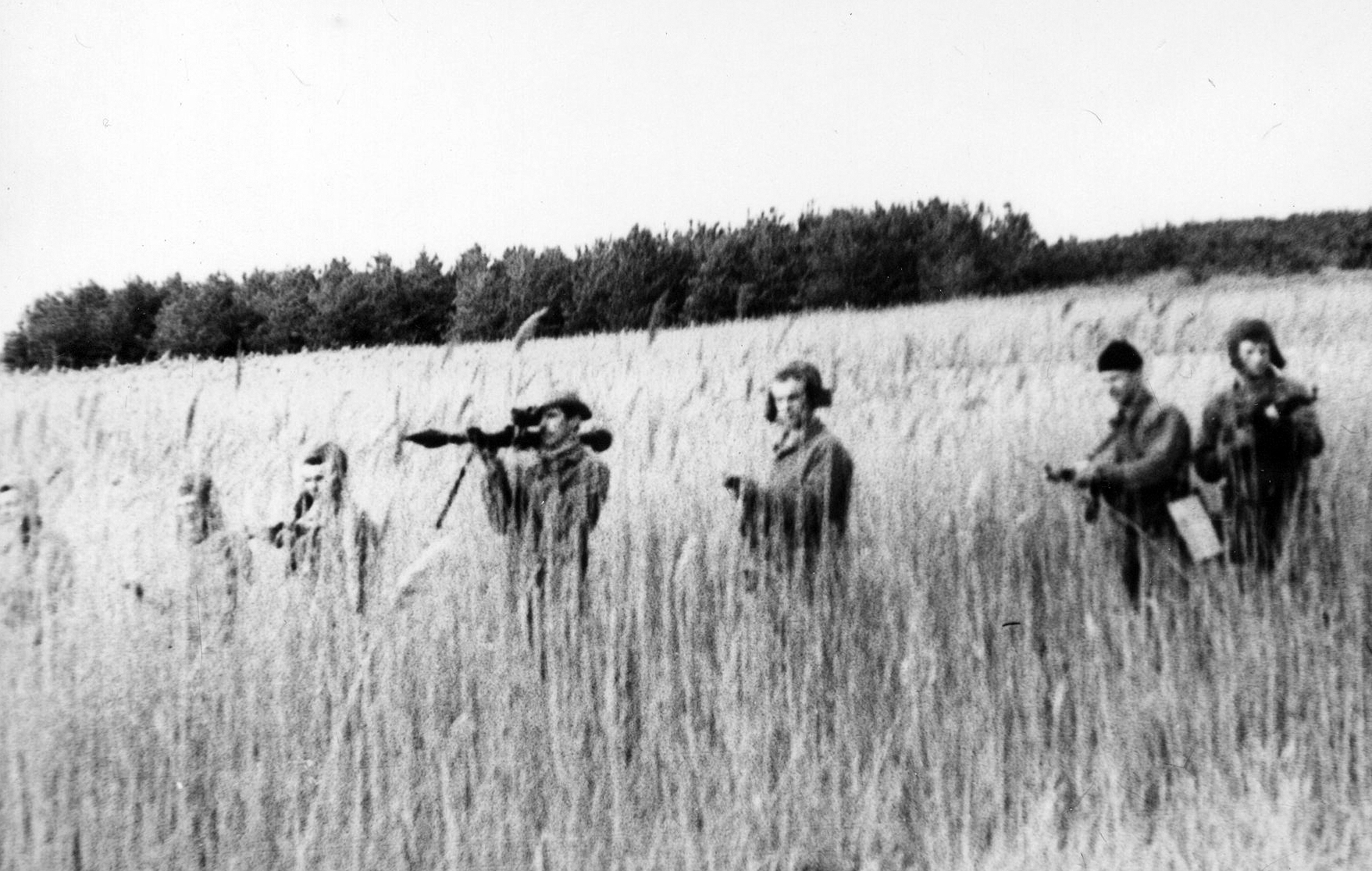
Розвідувальна група у пошуці. 1970-ті

Спостерігачі призначаються від відділення, взводу, роти і на кожному командно-спостережному пункті. Спостережні пункти у складі двох-трьох солдатів призначаються від батальйону. Розвідувальний дозор у складі взводу виділяється від батальйону і діє на відстані до 10 км. Дозорне відділення висилається від підрозділу, що веде розвідку, і діє на дистанції, яка забезпечує спостереження за ним і підтримку його вогнем. Розвідувальні групи у складі відділення висилаються за відсутності зіткнення з противником та діють на віддаленні до 50-80 км. В умовах можливого зіткнення з противником попереду головних сил висилається розвідувальний загін у складі посиленою роти (батальйону) на відстань до 50 (80) км. Підрозділ для проведення пошуку, влаштування засідки створюється зі складу розвідувальних (мотострілецьких) підрозділів силою до взводу.
Спостереження і підслуховування, зазвичай, здійснюється з допомогою спеціальних приладів. Органи військової розвідки оснащуються оптичними засобами спостереження (біноклями, бусолями), радіолокаційними засобами спостереження (РЛС різних модифікацій), приладами нічного бачення (ПНВ, нічними біноклями), приладами інфрачервоного спостереження (тепловізорами), телевізійними засобами, розвідувально-сигналізаційною апаратурою. Застосовується візуальний огляд місцевості з фото-фіксацією, перехоплення і пеленгування випромінювань радіоелектронних засобів, вивчення захоплених у противника документів, зразків озброєння і техніки. Крайнім, але дієвим заходом з отримання даних про чисельність, систему оборони та озброєння противника є розвідка боєм.

## З історії військової розвідки
Розвідка поля бою найважливіший елемент, що забезпечує перевагу сил в бою. Переважно тактична розвідка спрямована на створення сприятливих умов для організованого і своєчасного вступу в бій і успішного його проведення.

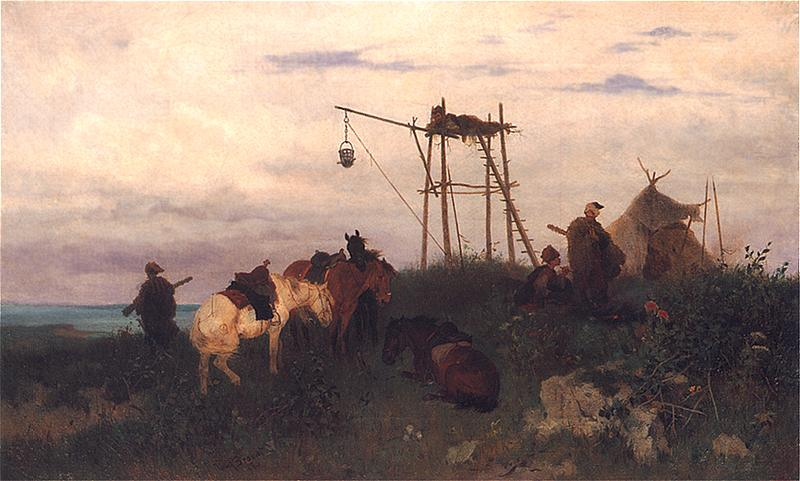
Козачий бекет. Картина Юзефа Брандта «Чотарі над Дніпром»

У XVI-XVII століттях на Запорізькій Січі вже існували структури-прототипи сучасних розвідувальних підрозділів — пластові курені. Команди пластунів чисельністю від 3 до 10 досвідчених козаків висилались для ведення розвідки за декілька днів до виступу запорожців в похід. Для розвідки створювались також стаціонарні спостережні пости — бекети і рухомі роз'їзди. Бекети розташовувались уздовж південного кордону Запоріжжя та призначались для ведення спостереження, своєчасного виявлення військ противника й оповіщення Кошу та місцевого населення. Роз'їзні козаки висилались на кордон або діяли попереду головних козачих сил під час походу. Склад бекету чи роз'їзду зазвичай був 2-3 козака. У 1755 році в курені було 441 пластун, у 1759 році — 541, у 1769 році — 269. Особлива увага козацькою розвідкою приділялася своєчасному розкриттю місця розташування головних сил противника, наявності артилерії й кінноти, місця головного пункту управління. Здобувалися відомості про чисельність і озброєння військ противника, фізичний і моральний стан особового складу, обсяги продовольчих запасів і матеріальних ресурсів, можливості їх поповнення, дані про проведені ним під час здійснення маршу бої, наявність в обозі поранених, хворих, стан возів тощо.
В Російській імперії військова розвідка як вид бойового забезпечення почала формуватися з утворенням регулярної армії. Згідно зі Статутом російської армії 1698 року, одним з обов'язків полкового квартирмейстера була «організація виявлення сил супротивника». На військові штаби покладалися завдання організації та ведення розвідки, а також узагальнення її результатів. Провідна роль у веденні розвідки відводилася кавалерії як найбільш рухливому роду військ. Так було аж до 30-х років XX століття.

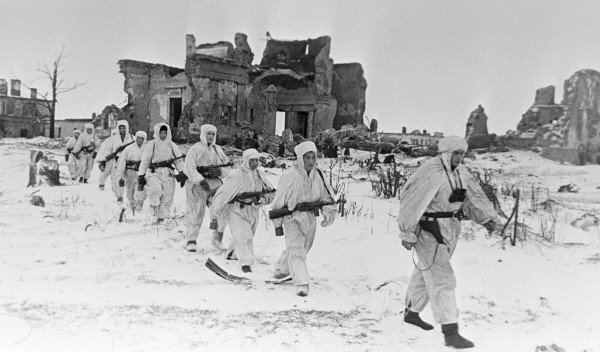
Радянський розвідувальний дозор. Оборона Ленінграда. 01.03.1942

У другій половині XIX століття і на початку XX століття військове мистецтво ускладнилося. Вогнепальна зброя удосконалювалося, починалася моторизація та механізація військ. Результат війни вже не міг вирішуватися одним генеральним боєм. Виникло поняття «операція» — форма бойових дій оперативних об'єднань (фронт, армія) за участю великої кількості з'єднань (корпусів, дивізій) і частин (бригад та полків). Це призвело до розділення розвідки на тактичну (військову) і оперативну. До початку Першої світової війни військова розвідка остаточно виділилася в окремий вид воєнної розвідки.
Остаточно поняття військова розвідка, її цілі і завдання, способи застосування сформувалися в структурі розвідки РСЧА в роки Другої світової війни: 22 листопада 1942 року Головне розвідувальне управління (ГРУ) Генерального штабу РСЧА було розділене на два відомства: Головне розвідувальне управління РСЧА (організація розвідки за кордоном та на окупованій території), яке підпорядковувалося Наркомату оборони та Управління військової розвідки (НВР) Генерального штабу РСЧА. 18 квітня 1943 року Управління військової розвідки було перетворено в Розвідувальне управління, на яке, крім керівництва військовою розвідкою, покладалося і керівництво розвідкою на окупованих територіях, переданої з ГРУ.
З огляду на складність поставлених завдань перед військовою розвідкою, їх реалізація потребувала найефективніших бойових систем. Однією з них, в області підготовки володіння ножем, була система «Махалово».
Саме з розвідувальних органів військової розвідки Радянської армії бере витоки сучасна військова розвідка Збройних сил України.

## Підготовка фахівців для ЗС України
Для Збройних сил України підготовку офіцерів військової розвідки здійснює факультет Підготовки спеціалістів військової розвідки та сил спеціальних операцій Військова академія (Одеса) за фахом «управління діями підрозділів військової розвідки та сил спеціального призначення».